# Ройко, Майк
Майк Ройко (англ. Michael Royko Jr.; 19 сентября 1932, Чикаго — 29 апреля 1997, там же) — американский журналист и колумнист, лауреат Пулитцеровской премии. Автор обличительной биографической книги «Boss» о политике Ричарде Дж. Дейли. За свою 30-летнюю карьеру он написал более 7500 ежедневных колонок для трёх газет: Chicago Daily News, Chicago Sun-Times, Chicago Tribune.

## Биография
Майк Ройко родился 19 сентября 1932 года в Чикаго, в семье иммигрантов, — мать Хелен из Польши, а отец, Майкл Ройко — украинец.
Начал обучение в колледже Wright Junior, но не окончил его. Поступил в 1952 году на военную службу в Военно-воздушные силы США. Участвовал в Корейской войне. Чтобы избежать назначения офицером военной полиции или поваром, когда его перевели в О’Хара Филд, что недалеко от Чикаго, он стал редактировать основную газету Военно-воздушных сил США, The O’Hare News, опираясь на опыт, который он наспех приобрел из учебника по журналистике. Также Ройко работал новостным обозревателем в City News Bureau of Chicago и Lerner Newspapers' Lincoln-Belmont Booster, прежде чем стать репортёром в Chicago Daily News, где он будет досаждать местным политикам каверзными вопросами и обличительными статьями.

### Карьера
В 1959 году Ройко устроился в газету Chicago Daily News. Здесь он обозревал работу правительства округа Кук в еженедельной политической колонке, которая вскоре была дополнена ещё одной — о фольклорной музыке в Чикаго. Успех повлёк за собой приобретение собственной ежедневной колонки в 1964 году, в которой Ройко освещал любые интересные ему темы. Американский писатель и журналист Стадс Теркел так говорил о поразительной продуктивности Ройко: «Он одержим демоном». В 1972 году Ройко получил Пулитцеровскую премию за комментарий, работая для Daily News.
Когда Daily News закрылась, Ройко перешёл в Chicago Sun-Times. В 1984 году Руперт Мёрдок, австралийский медиамагнат, который в то время владел The New York Post, купил Chicago Sun-Times. Ройко не хотел сотрудничать с ним, иронически заметив, что «ни одна уважающая себя рыба не захочет быть завёрнутой в газету Мердока».
По мнению Ройко, единственной профессиональной ценностью Мердока было не качество журналистики, а безграничная власть и политическая сила, которая будет сосредоточена исключительно в одних руках. Ройко перешёл к конкуренту, Chicago Tribune, где раскритиковал журналистские способности Мердока, назвав его «чужаком». В течение некоторого периода после ухода Ройко Chicago Sun-Times всё же перепечатывала колонки Ройко, которые появлялись в Chicago Tribune.
Многие колонки Ройко были выпущены в качестве отдельных книг. Одна из них — Boss — биография Ричарда Дж. Дейли, бестселлер в жанре документального портрета, о первом мэре Ричарде Дейли и городе Чикаго под его правлением.
В Daily News Ройко преимущественно концентрировался на таких острых темах, как расизм и бюрократия. Ройко создавал вымышленные персонажи и в виде оригинальных бесед обличал актуальные проблемы и пороки общества. Одним из самых известных был Слатс Гробник, альтер эго Майка Ройко, комически изображённый типичный представитель рабочего класса. Как и Ройко, Гробник рос в квартире над таверной. Обычно колонки, отведённые этому персонажу, представляли собой диалог между мужчинами, обсуждающими насущные темы сидя в баре, или же воплощали собой воспоминания персонажа из детства (времена Великой Депрессии, трагические события 4 июля для еврейского народа и т. д.). Коллеги Ройко называли Гробника «архетипическим жителем Чикагского квартала», своего рода «Гекльберри Финном». Часто герой был груб, бесчувственен, но в то же время остроумен и мудр. «Он — точная копия того парня, который его создал», — так определяет Гробника Ричард Чикконе, журналист Chicago Tribune. В 1973 году Ройко объединил ряд колонок Гробника в коллекцию под названием «Слатс Гробник и его друзья». В колонке поднимались вопросы как комического, так и серьёзного характера: от бессмысленности брака до надлежащего наказания для Ричарда Никсона в связи с Уотергейтским скандалом.
Благодаря колонкам Ройко большую популярность приобрела таверна «Козёл Билли», которую тот часто посещал, и знаменитое среди любителей бейсбола так называемое «Проклятие Козла» (ряд неудач бейсбольной команды «Чикаго Кабс»), мистически связанное с владельцем таверны. В ответ заведение стало спонсором команды Daily News по софтболу, а также разместило колонки Ройко на своих стенах.
За четыре десятилетия Ройко написал более 7500 колонок. Его авторству также принадлежат десятки колонок «Это возмутительно!» в Readerʼs Digest.

### Личная жизнь
В 1954 году Майк Ройко женился на Кэрол Дакман. У них было два сына — Дэвид и Роберт. Кэрол перенесла кровоизлияние в мозг и умерла 19 сентября 1979 года в возрасте 44 лет. Это заставило Ройко на время приостановить творческую деятельность. Позднее он описывал этот этап жизни как «период распада». Единственное, что Ройко опубликовал в то время, была короткая заметка для читателей от 5 октября 1979 года, в которой он писал: «Мы встретились, когда ей было 6 лет, а мне 9. Одна улица по соседству. Одна гимназия. Так что, когда у вас будет девятилетний сын, который скажет, что он влюблён, не смейтесь над ним. Такое случается». Колонка заканчивалась строкой: «Если у вас есть кто-то, кого вы любите, но давно не говорили ему об этом, скажите это сейчас. Всегда, всегда говорите это сейчас».
В 1986 году Ройко женился на Джуди Арндт, которая занимала должность главы общественной службы в Chicago Sun-Times. У них было двое детей — Сэм и Кейт.

### Смерть
Майк Ройко умер от аневризмы сосудов головного мозга в возрасте 64 лет. Его тело было захоронено на кладбище Acacia Park в Чикаго. В некрологе от 1997 года газета Chicago Tribune писала о нём следующее:

Его ежедневная колонка являлась отражением хроники города, и его откровенные обзоры о бесчестных политиках, бандитах, невыносимой бюрократии и причудливых поворотах современной жизни оказывали влияние на всю страну. Это неподражаемое сочетание продуманного репортажа, острых фраз и дерзкого юмора выделяло колонку Ройко, наряду с его отличительной стойкостью в освещении ежедневных событий на протяжении более трёх десятилетий.
Оригинальный текст (англ.)His daily column was a fixture in the city’s storied journalistic history, and his blunt observations about crooked politicians, mobsters, exasperating bureaucracy and the odd twists of contemporary life reverberated across the nation. It was Royko’s inimitable combination of street-smart reporting, punchy phrasing and audacious humor that set his column apart, along with his remarkable durability in facing daily deadlines for more than three decades.
— Chicago Tribune

## Награды
- Ройко стал лауреатом премий National Press Club Lifetime Achievement Award в 1990 и Runyon Award в 1995.

- Майк Ройко был выбран победителем Академией Линкольна в Иллинойсе в области связей и награждён орденом Линкольна губернатором Иллинойса в 1983 году[16].

- В 2011 году Ройко был включён в Литературный Зал Славы Чикаго[17].

## Критика
К 1990 году Майк Ройко углубился в темы национального характера, часто выказывая консервативный взгляд на такие вопросы, как права ЛГБТ. Однажды он позволил себе использовать язвительное замечание в адрес офицера-гомосексуалиста, арестовавшего его за вождение в нетрезвом виде, что вызвало шквал негативной критики в сторону Ройко. Нередко Ройко выказывал резкие политические взгляды, например, в отношении мигрантов, за что также не раз подвергался критике.